# 约翰·詹姆斯·奥杜邦
约翰·詹姆斯·奥杜邦（英語：John James Audubon，1785年4月26日—1851年1月27日），美国画家、博物学家，法裔美國人，他绘制的鸟类图鉴《美国鸟类》被称作“美国国宝”。

## 生平

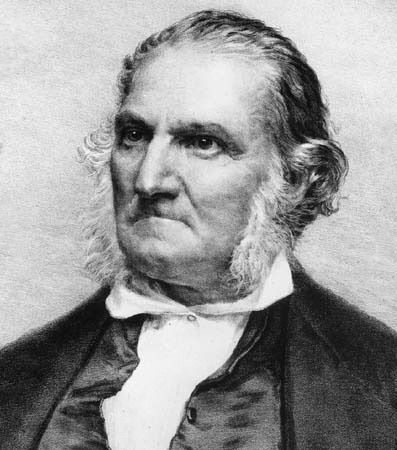
奥杜邦晚年的肖像

奥杜邦出生于海地，是一位法国船长和他的法国情妇的私生子，幼年的奥杜邦一直随继母生活在法国。1803年，也即奥杜邦18岁那年，为逃避拿破侖帝國的兵役，他移民美国，来到美国的奥杜邦很快就被广袤的北美大陆和丰富多彩的美洲鸟类所吸引，他把全部时间都投入到美国的原野，终日忙于观察和绘制鸟类，在此期间，他的生活完全依靠妻子露西做家庭教师的收入。不过他对自然的痴迷却严重地影响了他的家庭生活，令他和妻子之间产生了裂痕。在奥杜邦34岁那年，他被法院宣布破产，妻子亦离他而去，这段时期是奥杜邦一生中最为低潮的时候。
1826年，奥杜邦携带着他的画稿来到英国伦敦，在这里他联系出版商印制了他的第一幅鸟类绘画〈野火鸡〉。从此之后的12年中，一幅又一幅精美的鸟类图画从奥杜邦的笔下和印刷机下飞出，直到他的成名巨著《美国鸟类》正式出版，这时的奥杜邦和他的鸟类绘画作品已经得到人们广泛的认同。
1840年，55岁的奥杜邦再次拿起画笔走进自然，开始绘制《美洲的四足动物》（Viviparous Quadrupeds of North America），1848年，这部巨著绘制完成。三年后的1851年，奥杜邦逝世了。

## 作品

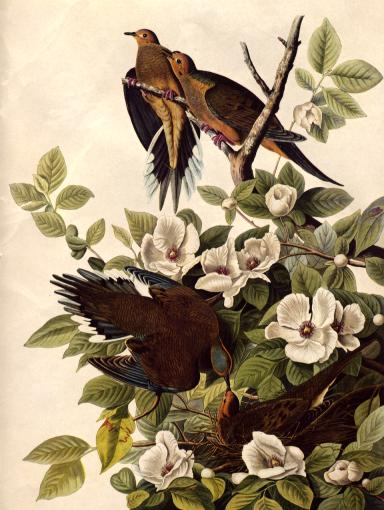
奥杜邦的畫作

奥杜邦一生留下了无数的画作，他的作品不仅是科学研究的重要资料，也是不可多得的艺术杰作，他先后出版了《美洲鸟类》和《美洲的四足动物》两本画谱。其中的《美洲鸟类》曾被誉为19世纪最伟大和最具影响力的著作。

## 影响
奥杜邦的作品对后世野生动物绘画产生了深刻的影响，同时，在普通公众中，奥杜邦的作品也有着很大的影响力。除了绘画作品，奥杜邦在他的日记和随笔中流露出的保护自然、保护野生动物、尊重生命的理念，对整个社会产生了非常深远的影响，在英语世界，奥杜邦的名字就是环境保护和野生动物保护的象征。
在奥杜邦逝世之后，美国出现了很多以他名字命名的博物馆、动物园和科研机构，在北美，以奥杜邦名字命名的奥杜邦学会始终致力于野生动物保护和环境保护，是美国最具影响力的社会团体之一。

## 博物画（画作集）

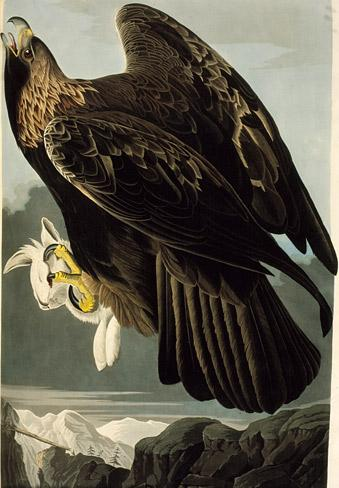
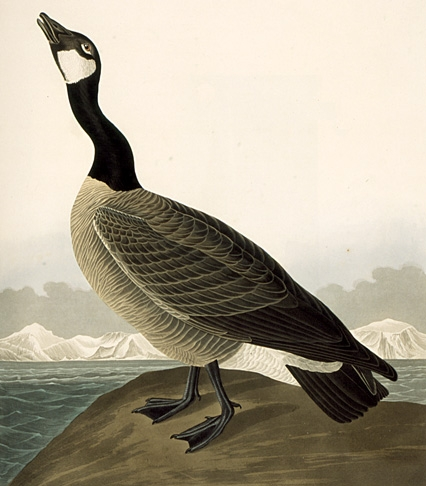
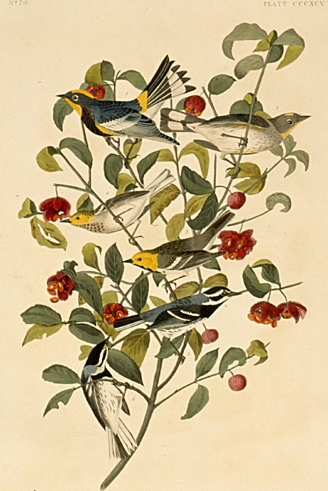
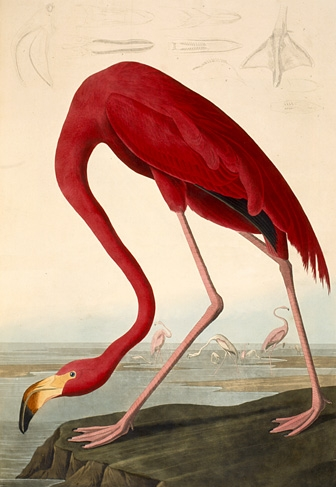
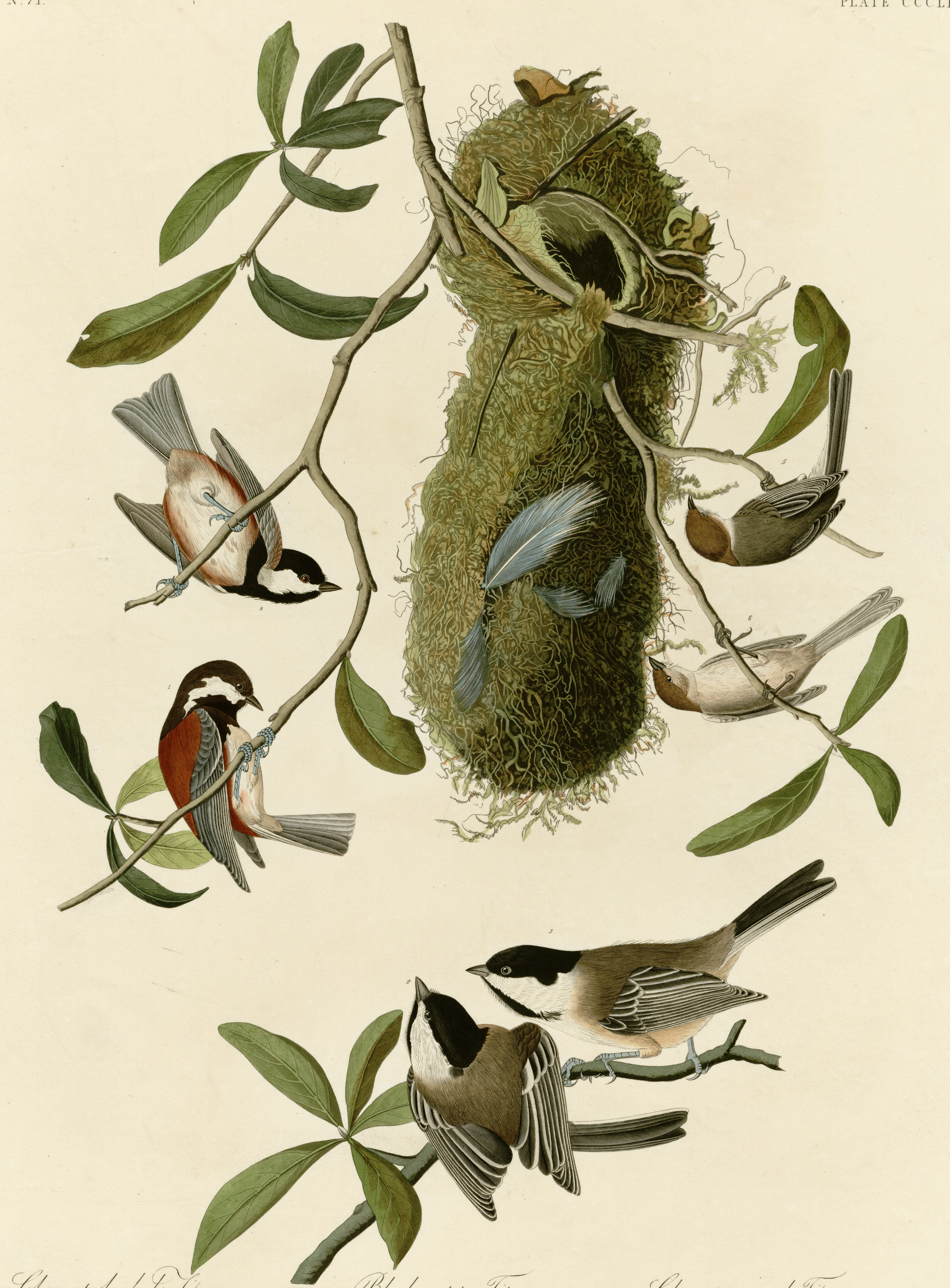
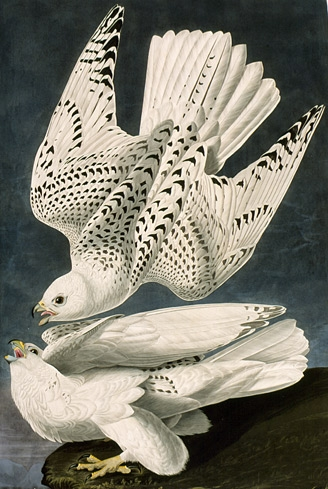
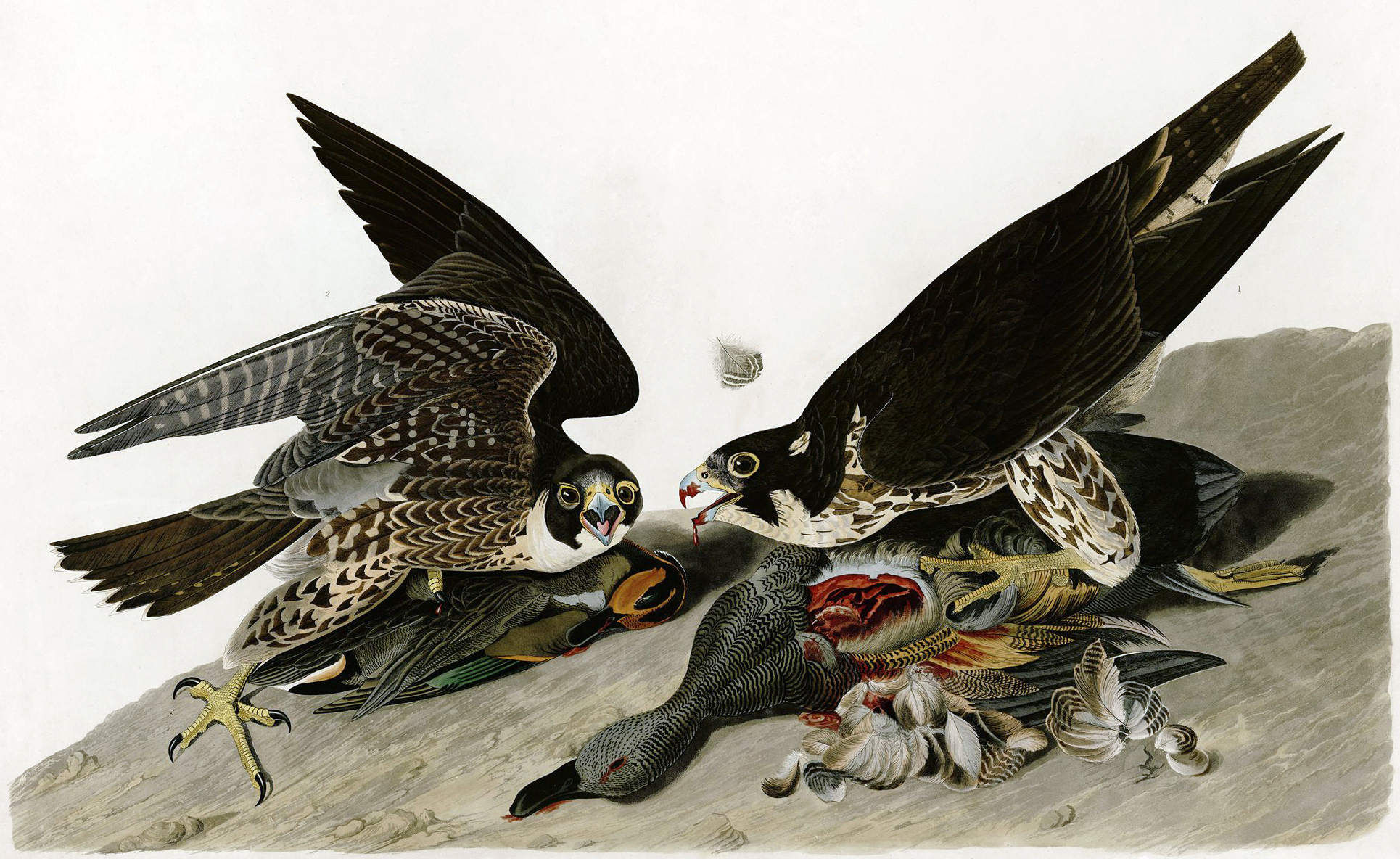
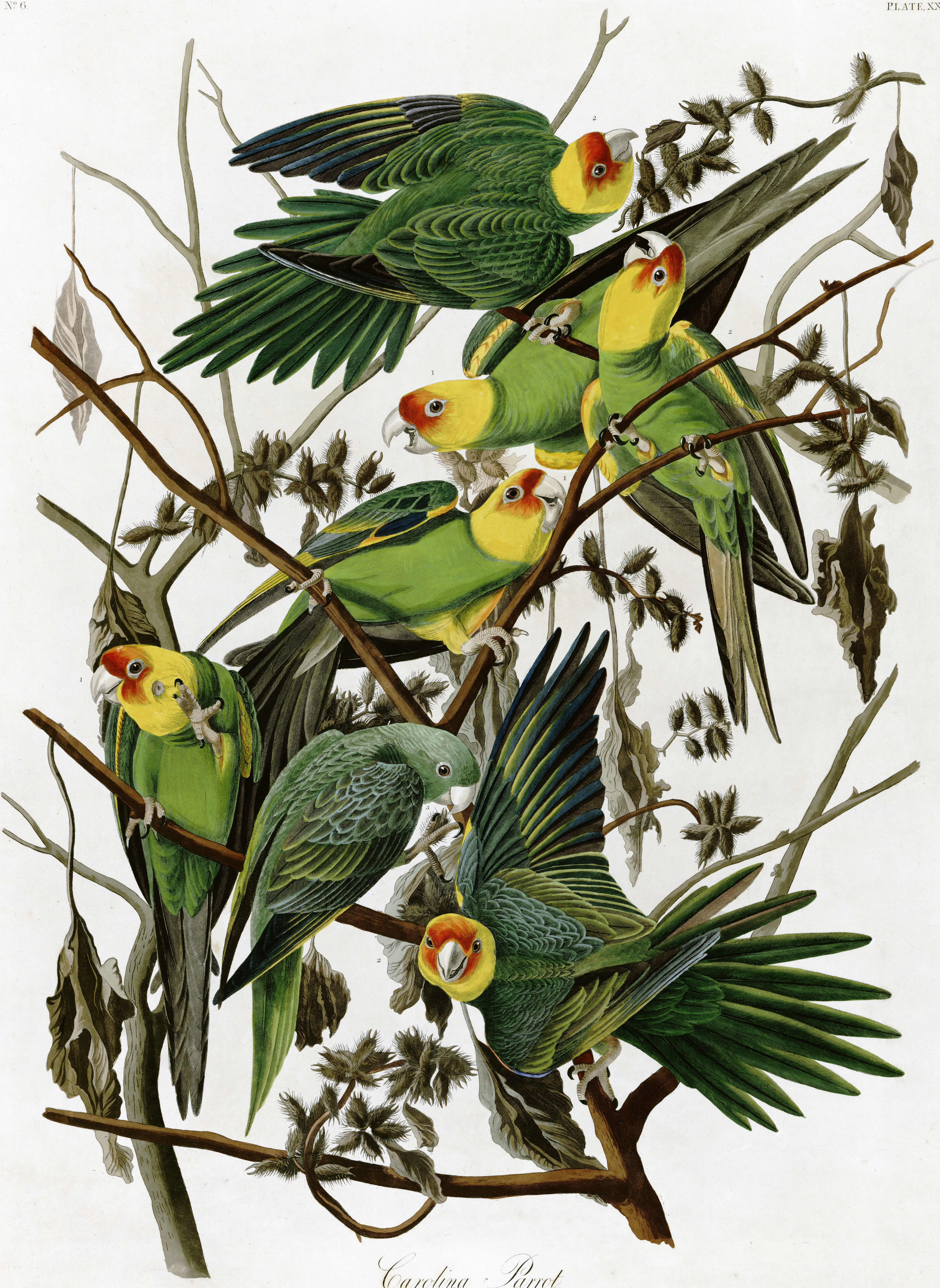
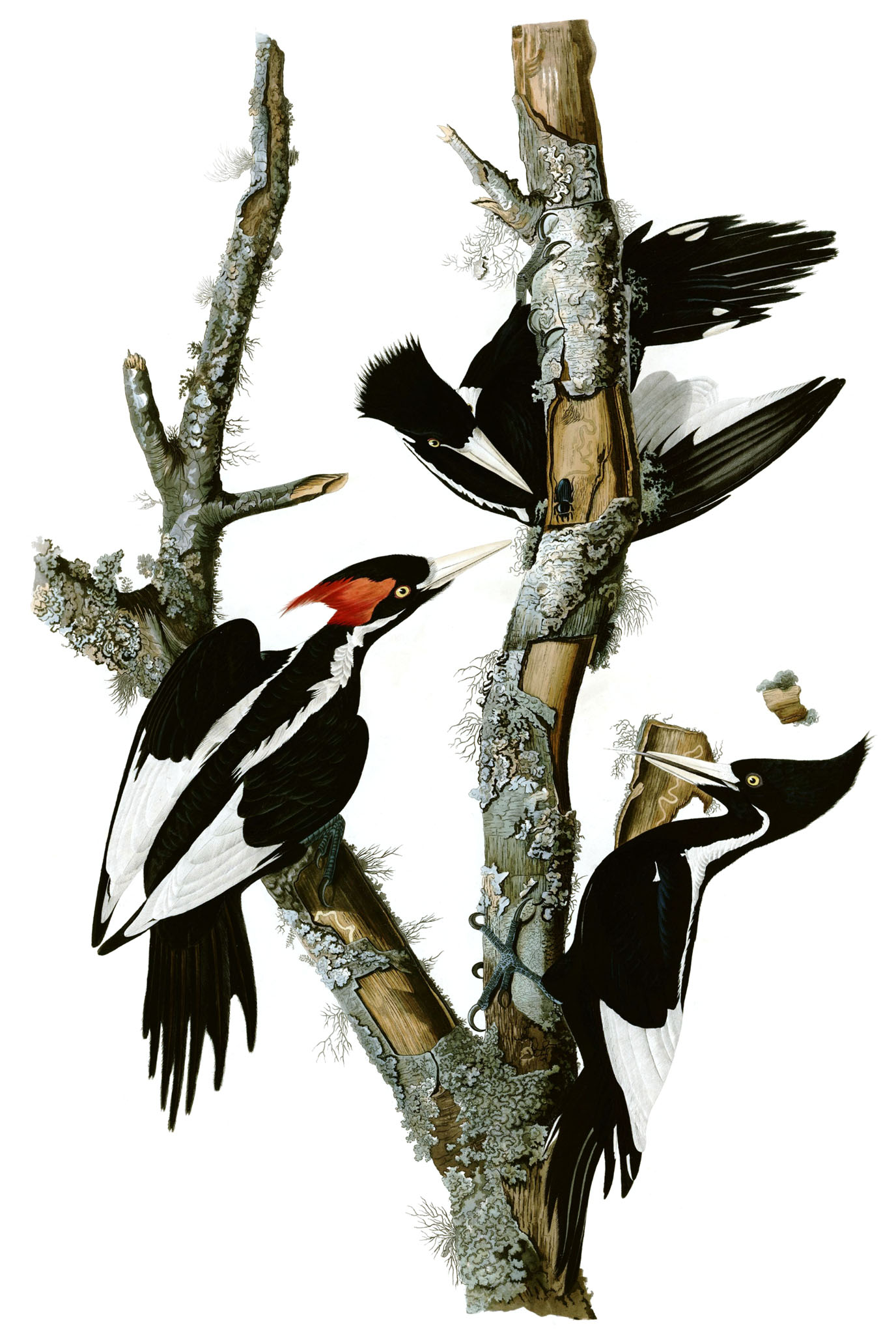
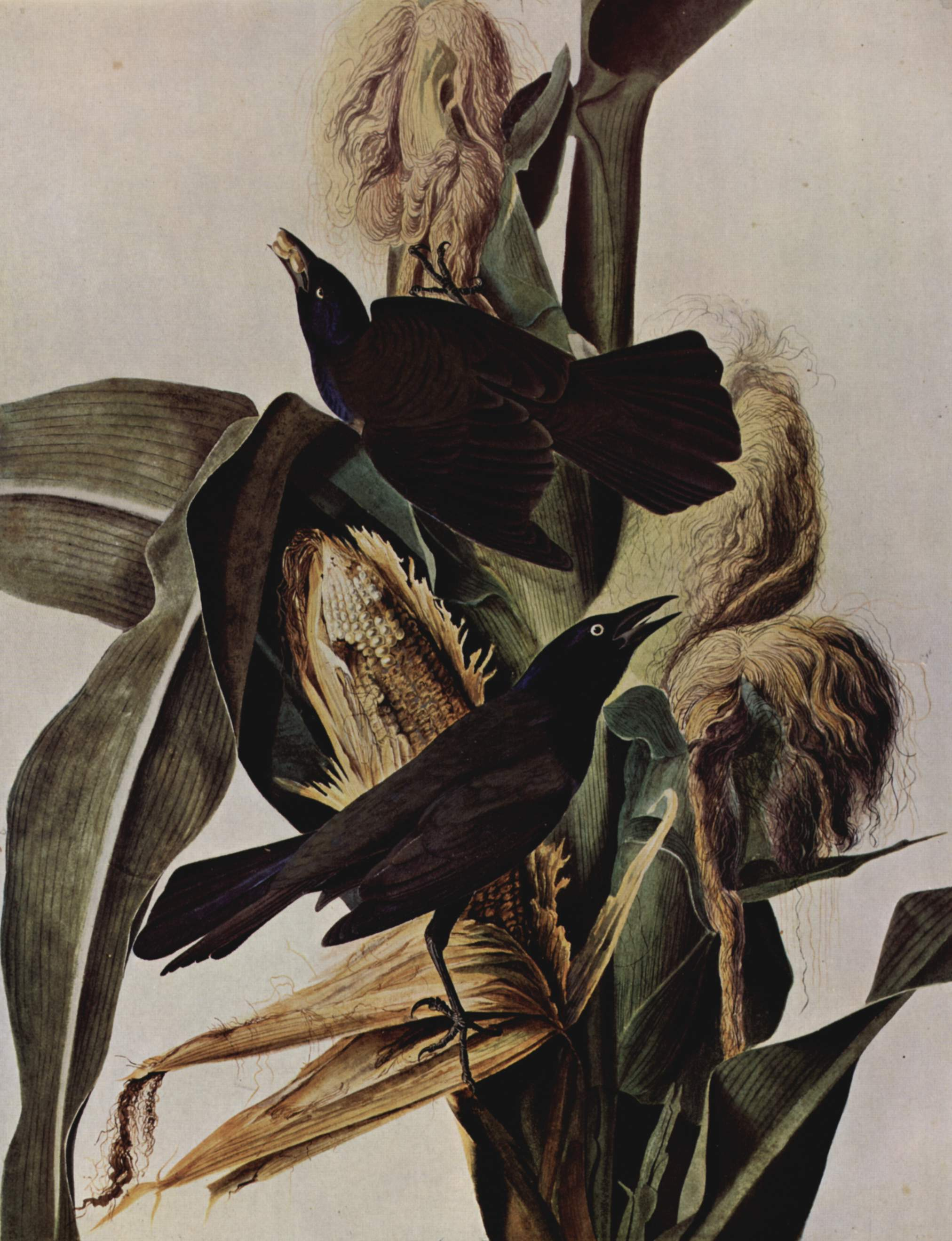
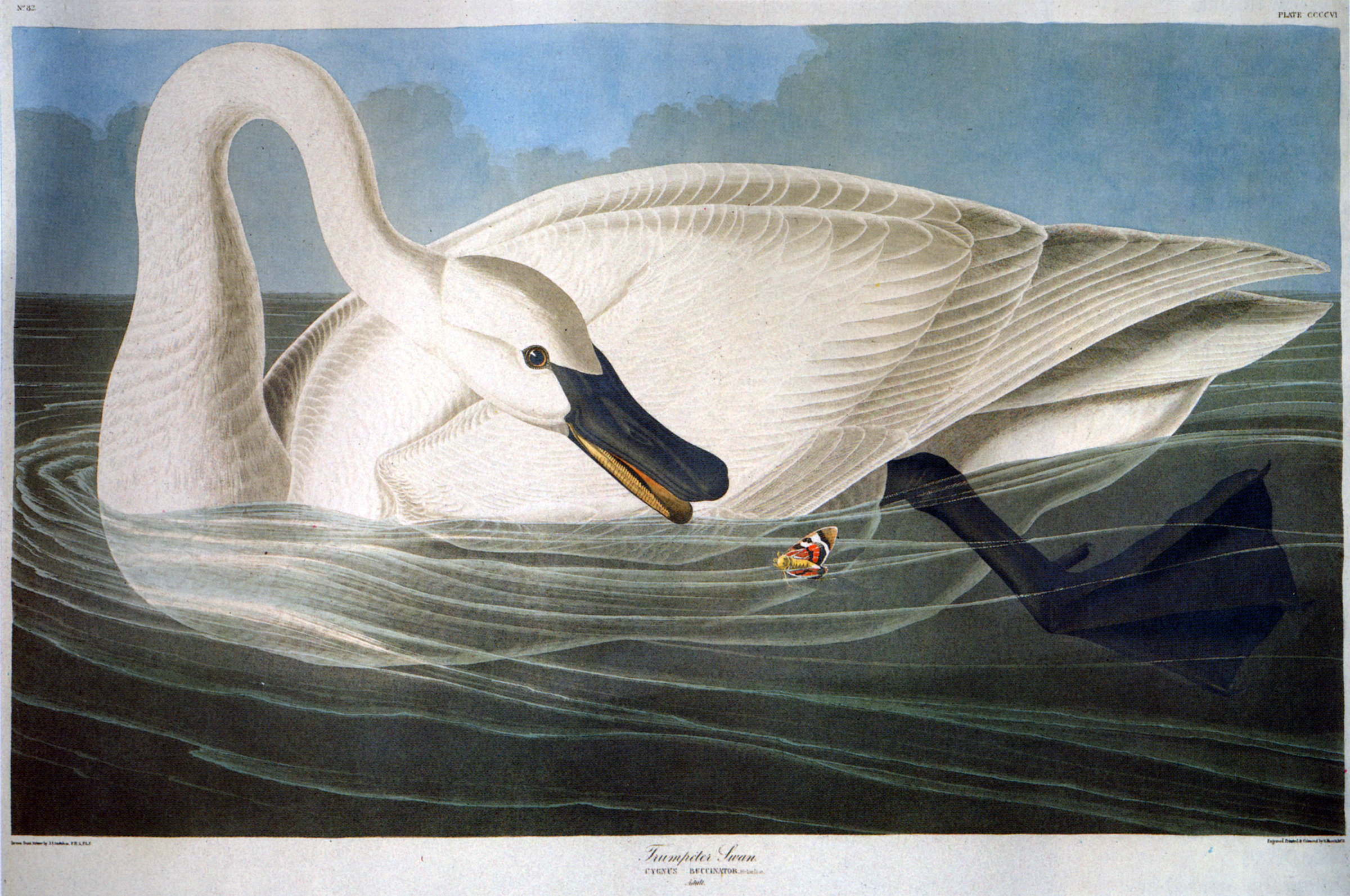
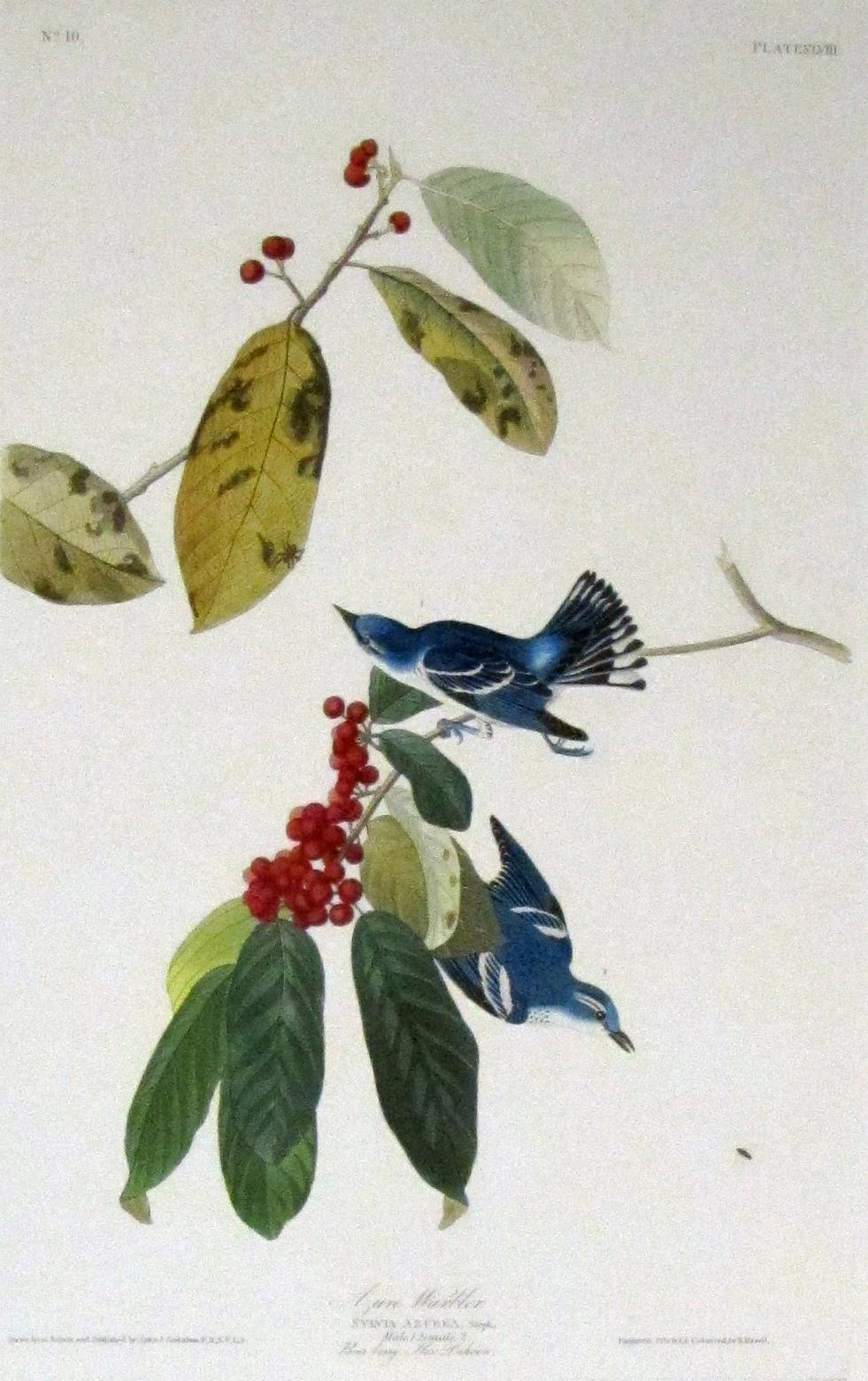
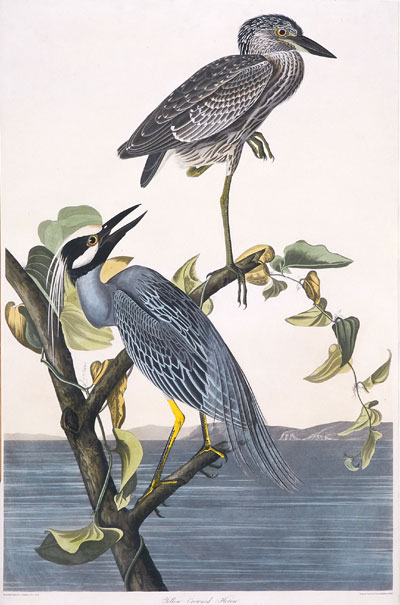
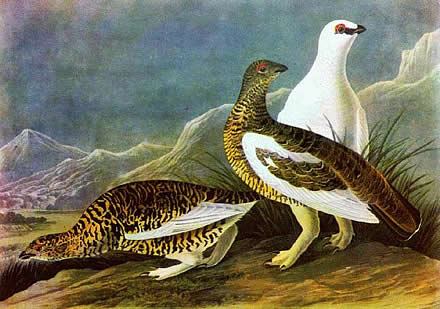
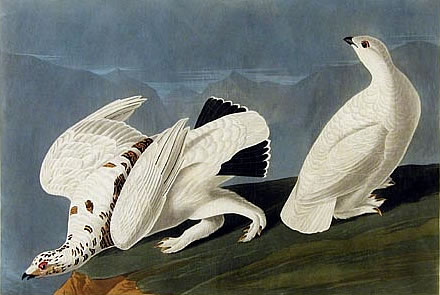
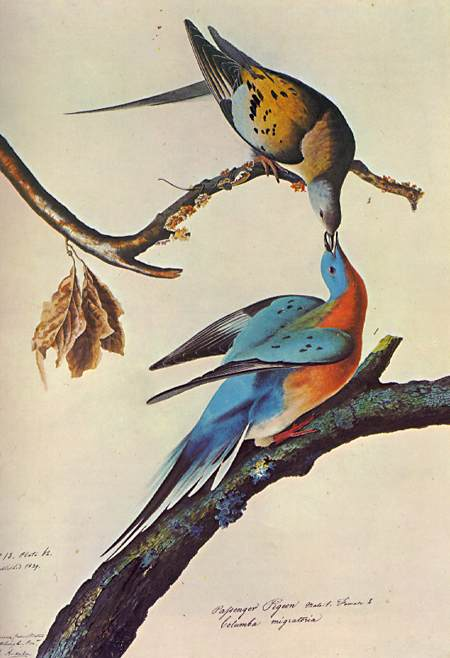
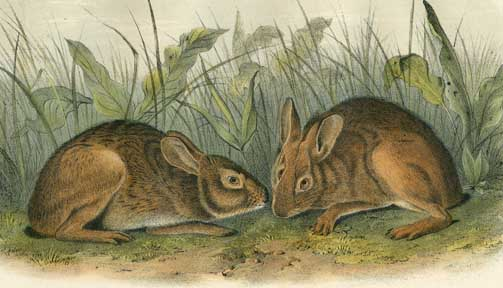
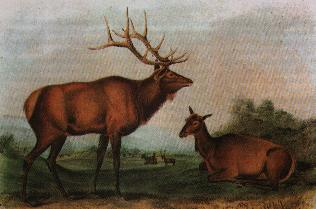
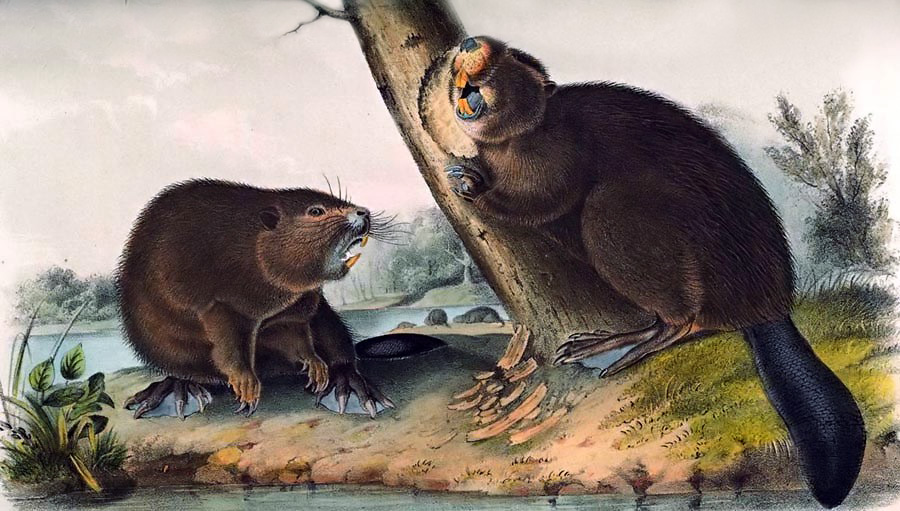